# بی‌تی‌آر

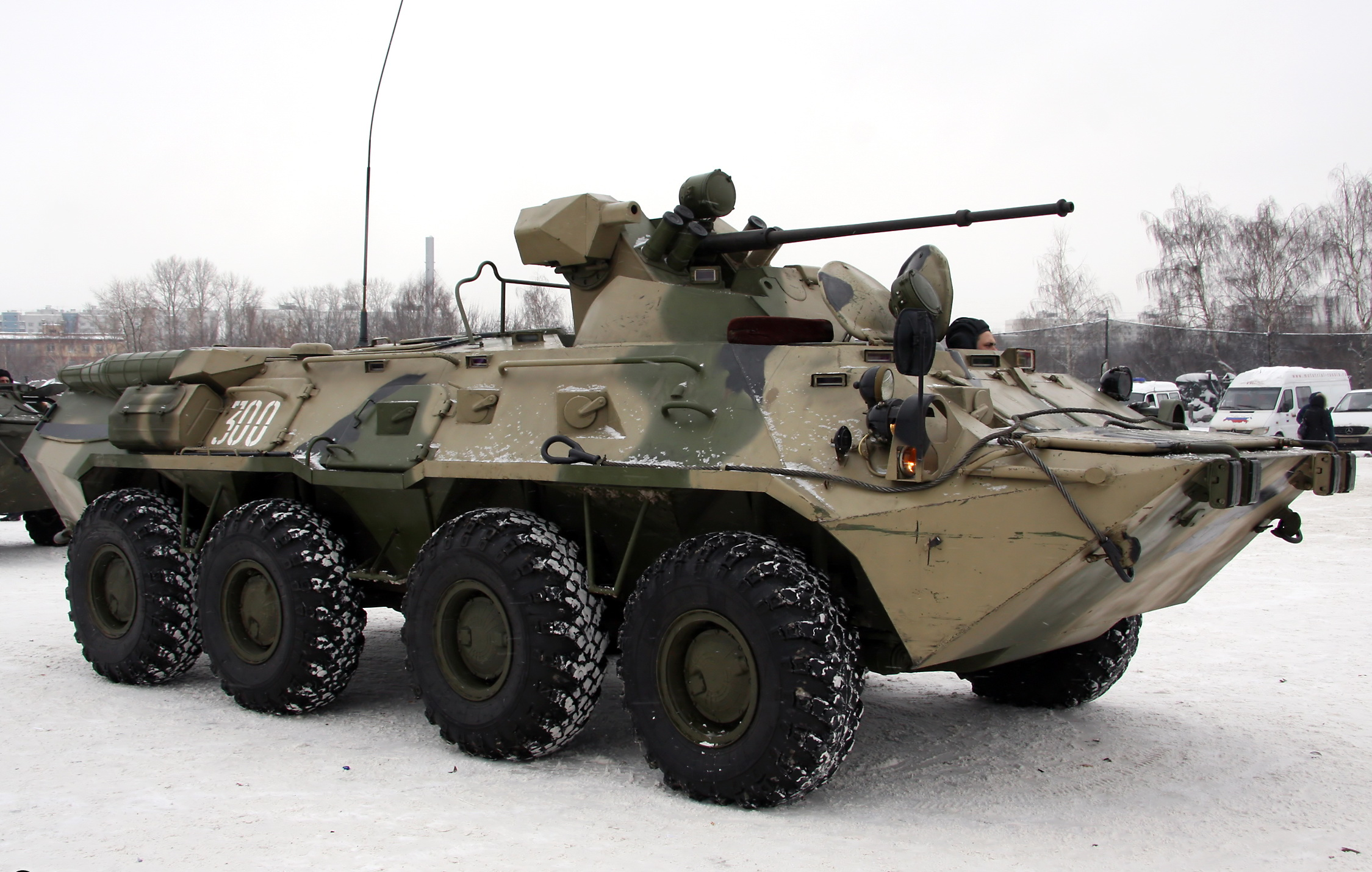
بی‌تی‌آر-۸۰

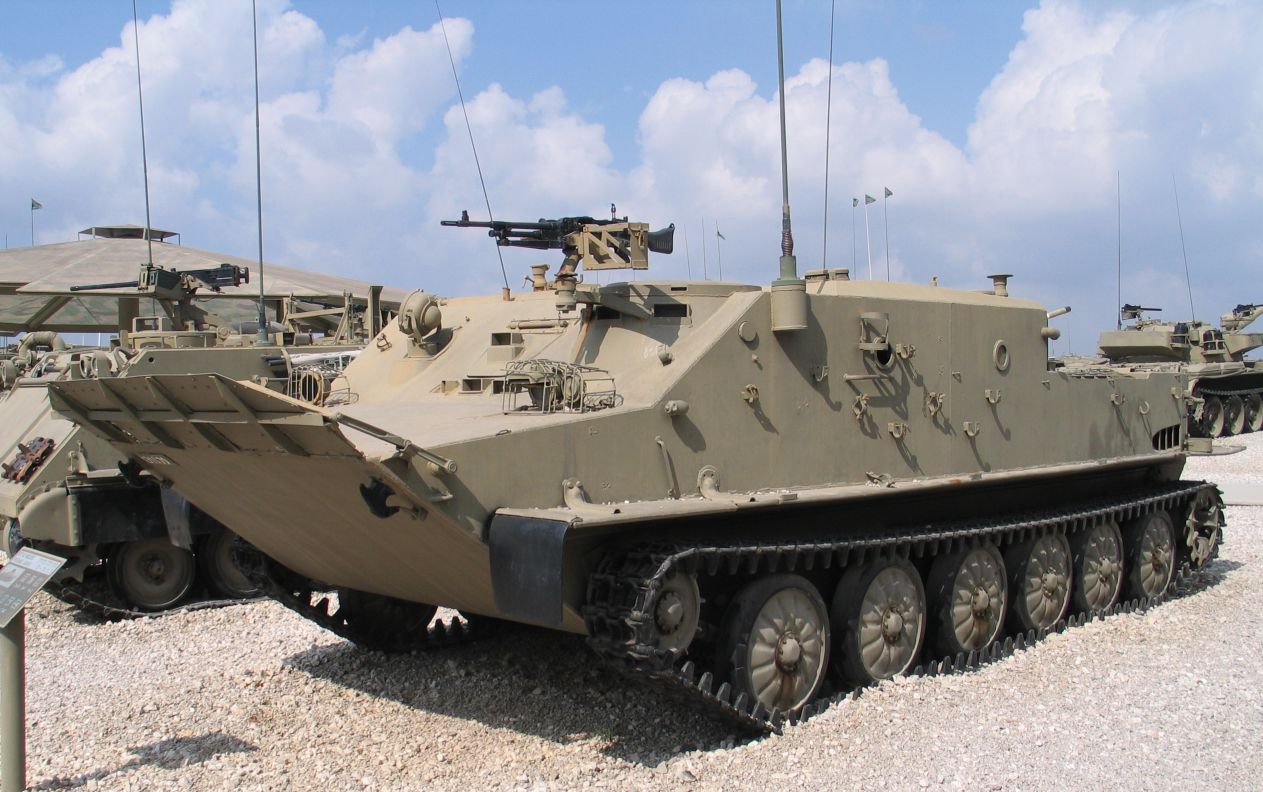
بی‌تی‌آر-۵۰

بی‌تی‌آر (БТР) نام اختصاری واژهٔ روسی бронетранспортёр به معنی نفربر زره‌پوش است و به سری نفربرهای ساخت شوروی (و همین‌طور روسیه و اوکراین در دوران پس از شوروی) گفته می‌شود.

## شوروی
- بی‌تی‌آر-۴۰ (دهه ۱۹۵۰) نفربر چهارچرخ بر مینای کامیون گاز-۳۶
- بی‌تی‌آر-۱۵۲ (دهه ۱۹۵۰) نفربر شش‌چرخ بر مبنای کامیون زیس-۱۵۱ و زیس-۱۵۷
- بی‌تی‌آر-۵۰ (۱۹۵۴) نفربر شنی‌دار (زنجیرچرخ) بر مبنای تانک سبک پی‌تی-۷۶
- بی‌تی‌آر-۶۰ (۱۹۵۹) نفربر هشت‌چرخ
- بی‌تی‌آر-۷۰ (۱۹۷۲) نفربر هشت‌چرخ
- بی‌تی‌آر-۸۰ (۱۹۸۶) نفربر هشت‌چرخ

## روسیه
- بی‌تی‌آر-۹۰ (دهه ۱۹۹۰) نفربر هشت‌چرخ
- بی‌تی‌آر-تی (۱۹۷۲) نفربر شنی‌دار بر مبنای تانک تی-۵۵

## اوکراین
- بی‌تی‌آر-۳ (۱۹۷۲) مدل اوکراینی بی‌تی‌آر-۸۰
- بی‌تی‌آر-۴ (۲۰۰۶) نفربر هشت‌چرخ اوکراینی
- بی‌تی‌آر-۹۴ بهینه‌سازی اوکراینی نفربر ساخت شوروی بی‌تی‌آر-۸۰